# NGC 3532
إن جي سي 3532 (NGC 3532، ويعرف أيضا باسم عنقودية كرة القدم أو عنقودية بئر الأمنيات)، هو عنقود مفتوح يبعد حوالي 405 سنوات ضوئية من الأرض في كوكبة كارينا. عدد أجرامها حوالي 150 نجمة بمقدار ضوئي يصل إلى 7 أو أقل كما يتضمن سبعة نجوم حمراء عملاقة و سبعة أقزام بيض. هو أول نجم راقبه منظار هبل في يوم 20 أيار / مايو 1990.

## أول ضوء لمنظار هابل

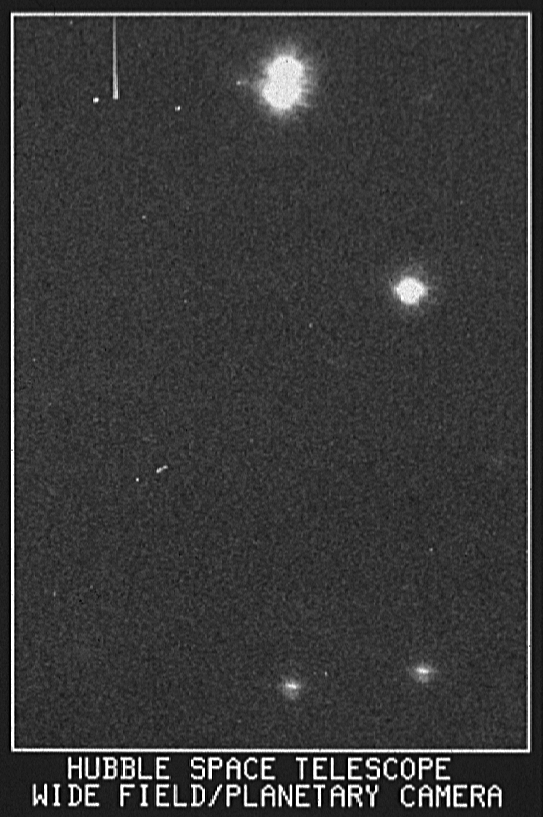
هذا هو أول ضوء صورته كاميرة واسعة المجالللتللسكوب الفضائي هابل ، التي اخذت في أيار / مايو 1990 ، وهذا المنظر هو بالقرب من نجم HD96755 في فتح العنقودية إن جي سي 3532. هذا المنظر ه بعرض 11 14 ثانية قوسية من السماء.

## وصلات خارجية
- NGC 3532 على موقع ويكي سكاي: DSS2, SDSS, GALEX, IRAS, Hydrogen α, X-Ray, Astrophoto, Sky Map, Articles and images